# قاصدک (فیلم ۱۳۵۵)
قاصدک فیلمی به کارگردانی محمد صفار و نویسندگی حسن رفیعی محصول سال ۱۳۵۵ است.

## خلاصه داستان
قاسم ملول جوان قماربازی است که با سرقت کیف پیرزن‌ها گذران می‌کند. مادرش با او به مهربانی رفتار می‌کند. اما پدرش، که مأمور پلیس است، به او اعتنایی ندارد. پدر او را از خانه می‌راند و قاسم در خانهٔ دوستش عزیز ساکن می‌شود. قاسم کیف زری را می‌رباید، و زری، چند روز بعد، با دیدن قاسم او را تعقیب می‌کند و در تصادف اتومبیل از هوش می‌رود. قاسم او را به خانهٔ یکی از دوستانش می‌برد، و زری پس از به هوش آمدن جارو جنجال راه می‌اندازد. آن دو، به تدریج، به هم علاقه‌مند می‌شوند. قاسم در یک مهمانی در خانهٔ خودش کیف مهمانان را می‌رباید، و نامادری زری او را می‌بیند. زری خانهٔ نامادری را ترک می‌کند و به قاسم پناه می‌برد، و قاسم او را به عقد خود درمی‌آورد. قاسم، که قادر نیست که کار آبرومندی بیابد، پس از این که در می‌یابد زری باردار است، به یک جواهر فروشی دستبرد می‌زند و موقع فرار به ضرب گلوله ای، که پدرش به سوی او شلیک می‌کند، از پا در می‌آید.

## بازیگران
- سعید راد
- نوش‌آفرین
- آرمان
- ملیحه نصیری
- نعمت‌اله گرجی